# Sakari Kuusi
Onni Sakari Kuusi, född Granfelt 1 augusti 1884 i Helsingfors, död där 18 oktober 1976, var en finländsk historiker. Han var son till Axel August Granfelt och bror till Eino Kuusi. 
Kuusi blev filosofie doktor 1923, var verkställande direktör för K. J. Gummerus Oy 1915–1924, lektor i finska språk 1924–1938 och lektor i historia 1938–1954 vid Jyväskylä seminarium och Pedagogiska högskolan. Han erhöll professors titel 1954. Hans författarskap innefattar en rad företagshistoriker, lantmäteriväsendets och Hollola sockens historia samt biografier över hans far Axel August Granfelt och Göran Magnus Sprengtporten. 